# Suavemente
Suavemente é o primeiro álbum de estúdio do artista musical norte-americano Elvis Crespo. Lançado em 14 de abril de 1998 através da Sony Music Latin, se tornou bem-sucedido comercialmente e foi responsável por estabilizar a carreira de Crespo. Nos Estados Unidos, ocupou a liderança da Latin Albums e Tropical Albums, além de ser certificado como disco de platina através da Recording Industry Association of America (RIAA). Com vendas estimadas em 879 mil cópias, foi reconhecido como um dos álbuns de música latina mais vendidos no país. O disco foi considerados um dos melhores dos últimos cinquenta anos pela revista Billboard.

## Alinhamento de faixas
Créditos retirados do encarte do disco:
| N.º | Título            | Compositor(es)     | Duração |  |
| 1.  | "Suavemente"      | Elvis Crespo       | 4:27    |  |
| 2.  | "Nuestra cancion" | Homero d'Rodriguez | 3:29    |  |
| 3.  | "Luna llena"      | Raldy vázquez      | 4:25    |  |
| 4.  | "Me arrepiento"   | Luis A. Cruz       | 3:46    |  |
| 5.  | "Princesita"      | Juan L. Guzman     | 4:48    |  |
| 6.  | "Tu sonrisa"      | Crespo             | 4:33    |  |
| 7.  | "Yo me moriré"    | Juan Perez         | 3:32    |  |
| 8.  | "Llorando"        | Crespo             | 3:56    |  |
| 9.  | "Por qué?"        | Vázquez            | 4:24    |  |
| 10. | "Te vas"          | Vázquez            | 4:18    |  |

## Desempenho comercial
| Tabela musical (1998)            | Melhor posição |
| -------------------------------- | -------------- |
| Estados Unidos (Billboard 200)   | 156            |
| Estados Unidos (Latin Albums)    | 1              |
| Estados Unidos (Tropical Albums) | 1              |

| Tabela musical (1999)            | Melhor posição |
| -------------------------------- | -------------- |
| Estados Unidos (Latin Albums)    | 2              |
| Estados Unidos (Tropical Albums) | 1              |

| País           | Provedor | Certificação |
| -------------- | -------- | ------------ |
| Argentina      | CAPIF    | 2× Platina   |
| Estados Unidos | RIAA     | Platina      |
| México         | AMPROFON | Platina      |
| Uruguai        | CUD      | 2× Platina   |